# Discografia de Charli xcx

## Álbuns

### Álbuns de estúdio
| Álbum                                                                            | Detalhes | Melhores posições nas tabelas | Melhores posições nas tabelas | Melhores posições nas tabelas | Melhores posições nas tabelas | Melhores posições nas tabelas | Melhores posições nas tabelas | Melhores posições nas tabelas | Melhores posições nas tabelas | Melhores posições nas tabelas | Melhores posições nas tabelas | Vendas                                | Certificações |
| Álbum                                                                            | Detalhes | UK                            | ALE                           | AUS                           | AUT                           | BEL (FL)                      | EUA                           | FRA                           | IRL                           | NZL                           | SUI                           | Vendas                                | Certificações |
| -------------------------------------------------------------------------------- | --- | ----------------------------- | ----------------------------- | ----------------------------- | ----------------------------- | ----------------------------- | ----------------------------- | ----------------------------- | ----------------------------- | ----------------------------- | ----------------------------- | ------------------------------------- | ------------- |
| True Romance                                                                     | - Lançamento: 12 de abril de 2013 - Gravadora(s): Asylum, Atlantic - Formato(s): CD, vinil, download digital, streaming              | 85                            | —                             | —                             | —                             | —                             | —                             | —                             | —                             | —                             | —                             | - : 6.302 - : 12.000                  |               |
| Sucker                                                                           | - Lançamento: 15 de dezembro de 2014 - Gravadora(s): Asylum, Atlantic - Formato(s): CD, vinil, download digital, streaming           | 15                            | 57                            | 53                            | 44                            | 61                            | 28                            | 42                            | 17                            | —                             | 33                            | - : 850.000 - : 56.151 - : 28.907     |               |
| Charli                                                                           | - Lançamento: 13 de setembro de 2019 - Gravadora: Atlantic - Formato(s): CD, vinil, download digital, streaming                      | 14                            | 91                            | 7                             | 73                            | 55                            | 42                            | 92                            | 21                            | 26                            | 54                            | - : 40.556 - : 13.200                 |               |
| How I'm Feeling Now                                                              | - Lançamento: 15 de maio de 2020 - Gravadora: Atlantic - Formato(s): CD, vinil, download digital, streaming                          | 33                            | 100                           | 37                            | —                             | 106                           | 111                           | —                             | 27                            | 40                            | —                             | - : 26.073                            |               |
| CRASH                                                                            | - Lançamento: 18 de março de 2022 - Gravadora: Asylum, Warner Music UK - Formato(s): CD, vinil, cassete, download digital, streaming | 1                             | 19                            | 1                             | 9                             | 11                            | 7                             | 53                            | 1                             | 2                             | 19                            | - : 62.913 - : 19.000                 | - : Prata     |
| Brat                                                                             | - Lançamento: 7 de junho de 2024 - Gravadora: Atlantic - Formato(s): CD, vinil, cassete, download digital, streaming                 | 2                             | 8                             | 3                             | 7                             | 6                             | 3                             | 16                            | 3                             | 4                             | 10                            | - : 3.000.000 - : 300.000 - : 798.000 | - : Platina   |
| "—" denota gravações que não entraram nas tabelas ou não foram lançadas no país. | |                               |                               |                               |                               |                               |                               |                               |                               |                               |                               |                                       |               |

### Álbuns ao vivo
| Álbum            | Detalhes                                                                                                   |
| ---------------- | --- |
| Live from Austin | - Lançamento: 10 de julho de 2020 - Gravadora(s): Warner, Asylum - Formato(s): Digital download, streaming |

### DJ Mix
| Álbum                                                           | Detalhes |
| --------------------------------------------------------------- | --- |
| Boiler Room: Charli XCX, How I'm Feeling Now, May 2020 (DJ Mix) | - Lançamento: 25 de setembro de 2020 - Gravadora(s): Warner, Asylum - Formato(s): Digital download, streaming |

### Mixtapes
| Mixtape                                                                          | Detalhes | Melhores posições nas tabelas | Melhores posições nas tabelas | Melhores posições nas tabelas |
| Mixtape                                                                          | Detalhes | AUS                           | EUA                           | NZL Heat.                     |
| -------------------------------------------------------------------------------- | --- | ----------------------------- | ----------------------------- | ----------------------------- |
| Heartbreaks and Earthquakes                                                      | - Lançamento: 12 de junho de 2012 - Formato: download digital, streaming                                         | —                             | —                             | —                             |
| Super Ultra                                                                      | - Lançamento: 7 de novembro de 2012 - Formato: Download digital                                                  | —                             | —                             | —                             |
| Number 1 Angel                                                                   | - Lançamento: 10 de março de 2017 - Gravadora: Asylum - Formatos: download digital, streaming, cassete, vinil    | 74                            | 175                           | 6                             |
| Pop 2                                                                            | - Lançamento: 15 de dezembro de 2017 - Gravadora: Asylum - Formatos: download digital, streaming, cassete, vinil | —                             | —                             | —                             |
| "—" denota gravações que não entraram nas tabelas ou não foram lançadas no país. | |                               |                               |                               |

## Extended plays(EPs)
| EP                                                                               | Detalhes | Melhores posições nas tabelas |
| EP                                                                               | Detalhes | EUA Dance                     |
| -------------------------------------------------------------------------------- | --- | ----------------------------- |
| iTunes Festival: London 2012                                                     | - Lançamento: 10 de setembro de 2012 - Gravadora: Warner - Formato: Download digital                                    | —                             |
| Spotify Sessions                                                                 | - Lançamento: 5 de junho de 2015 - Gravadora: Atlantic - Formato: Streaming                                             | —                             |
| Vroom Vroom                                                                      | - Lançamento: 26 de fevereiro de 2016 - Gravadora: Vroom Vroom Recordings - Formato: Download digital, streaming, vinil | 2                             |
| "—" denota gravações que não entraram nas tabelas ou não foram lançadas no país. | |                               |

## Singles

### Como artista principal
| Canção                                                                         | Ano  | Melhores posições nas tabelas | Melhores posições nas tabelas | Melhores posições nas tabelas | Melhores posições nas tabelas | Melhores posições nas tabelas | Melhores posições nas tabelas | Melhores posições nas tabelas | Melhores posições nas tabelas | Melhores posições nas tabelas | Melhores posições nas tabelas | Certificações                                                                                            | Álbum                                                           |
| Canção                                                                         | Ano  | UK                            | ALE                           | AUS                           | AUT                           | CAN                           | EUA                           | FRA                           | IRL                           | NZL                           | SUI                           | Certificações                                                                                            | Álbum                                                           |
| ------------------------------------------------------------------------------ | ---- | ----------------------------- | ----------------------------- | ----------------------------- | ----------------------------- | ----------------------------- | ----------------------------- | ----------------------------- | ----------------------------- | ----------------------------- | ----------------------------- | --- | --------------------------------------------------------------- |
| "!Franchesckaar!"                                                              | 2008 | —                             | —                             | —                             | —                             | —                             | —                             | —                             | —                             | —                             | —                             | | 14                                                              |
| "Emelline" / "Art Bitch"                                                       | 2008 | —                             | —                             | —                             | —                             | —                             | —                             | —                             | —                             | —                             | —                             | | Não adicionado a nenhum álbum                                   |
| "Stay Away"                                                                    | 2011 | —                             | —                             | —                             | —                             | —                             | —                             | —                             | —                             | —                             | —                             | | True Romance                                                    |
| "End of the World" (com Alex Metric)                                           | 2011 | —                             | —                             | —                             | —                             | —                             | —                             | —                             | —                             | —                             | —                             | | Open Your Eyes                                                  |
| "Nuclear Seasons"                                                              | 2011 | —                             | —                             | —                             | —                             | —                             | —                             | —                             | —                             | —                             | —                             | | True Romance                                                    |
| "You're the One"                                                               | 2012 | —                             | —                             | —                             | —                             | —                             | —                             | —                             | —                             | —                             | —                             | | True Romance                                                    |
| "You (Ha Ha Ha)"                                                               | 2013 | —                             | —                             | —                             | —                             | —                             | —                             | —                             | —                             | —                             | —                             | | True Romance                                                    |
| "What I Like"                                                                  | 2013 | —                             | —                             | —                             | —                             | —                             | —                             | —                             | —                             | —                             | —                             | | True Romance                                                    |
| "SuperLove"                                                                    | 2013 | 62                            | —                             | —                             | —                             | —                             | —                             | —                             | —                             | —                             | —                             | | Não adicionado a nenhum álbum                                   |
| "Boom Clap"                                                                    | 2014 | 6                             | 36                            | 9                             | 26                            | 8                             | 8                             | 15                            | 8                             | 7                             | 33                            | - BPI: Ouro - BVMI: Ouro - ARIA: 2× Platina - IFPI Ouro - MC: 2× Platina - RIAA: 3× Platina - RMNZ: Ouro | Sucker                                                          |
| "Break the Rules"                                                              | 2014 | 35                            | 4                             | 10                            | 6                             | 69                            | 91                            | 13                            | 46                            | 31                            | 13                            | - ARIA: Platina - BVMI: Ouro - MC: Ouro - RIAA: Ouro                                                     | Sucker                                                          |
| "Doing It" (com part. de Rita Ora)                                             | 2015 | 8                             | —                             | 68                            | —                             | —                             | —                             | 165                           | 23                            | —                             | —                             | - BPI: Prata                                                                                             | Sucker                                                          |
| "Famous"                                                                       | 2015 | 176                           | —                             | 75                            | —                             | —                             | —                             | —                             | —                             | —                             | —                             | | Sucker                                                          |
| "After the Afterparty" (com part. de Lil Yachty)                               | 2016 | 29                            | —                             | 30                            | —                             | —                             | —                             | —                             | 44                            | —                             | —                             | - BPI: Prata - ARIA: Platina                                                                             | Não adicionado a nenhum álbum                                   |
| "Boys"                                                                         | 2017 | 31                            | —                             | 60                            | —                             | 60                            | —                             | 159                           | 55                            | —                             | —                             | - BPI: Prata - RIAA: Ouro                                                                                | Não adicionado a nenhum álbum                                   |
| "Out of My Head" (com part . de Tove Lo e Alma)                                | 2017 | —                             | —                             | —                             | —                             | —                             | —                             | —                             | —                             | —                             | —                             | | Pop 2                                                           |
| "5 in the Morning"                                                             | 2018 | —                             | —                             | —                             | —                             | —                             | —                             | —                             | —                             | —                             | —                             | | Não adicionado a nenhum álbum                                   |
| "Focus"                                                                        | 2018 | —                             | —                             | —                             | —                             | —                             | —                             | —                             | —                             | —                             | —                             | | Não adicionado a nenhum álbum                                   |
| "No Angel"                                                                     | 2018 | —                             | —                             | —                             | —                             | —                             | —                             | —                             | —                             | —                             | —                             | | Não adicionado a nenhum álbum                                   |
| "Girls Night Out"                                                              | 2018 | —                             | —                             | —                             | —                             | —                             | —                             | —                             | —                             | —                             | —                             | | Não adicionado a nenhum álbum                                   |
| "1999" (com Troye Sivan)                                                       | 2018 | 13                            | —                             | 18                            | —                             | —                             | —                             | —                             | 28                            | —                             | —                             | - BPI: Prata - ARIA: 2× Platina                                                                          | Charli                                                          |
| "Blame It on Your Love" (com part. de Lizzo)                                   | 2019 | 70                            | —                             | —                             | —                             | —                             | —                             | —                             | 67                            | —                             | —                             | | Charli                                                          |
| "Dream Glow" (com BTS)                                                         | 2019 | 61                            | —                             | 77                            | —                             | —                             | —                             | —                             | 63                            | —                             | 89                            | | BTS World: Original Soundtrack                                  |
| "Gone" (com Christine and the Queens)                                          | 2019 | 58                            | —                             | —                             | —                             | —                             | —                             | —                             | 56                            | —                             | —                             | | Charli                                                          |
| "Flash Pose" (com Pabllo Vittar)                                               | 2019 | —                             | —                             | —                             | —                             | —                             | —                             | —                             | —                             | —                             | —                             | | 111 1 / I Am Pabllo                                             |
| "Click (No Boys Remix)" (com part. de Kim Petras e Slayyyter)                  | 2019 | —                             | —                             | —                             | —                             | —                             | —                             | —                             | —                             | —                             | —                             | | Charli                                                          |
| "White Mercedes"                                                               | 2019 | —                             | —                             | —                             | —                             | —                             | —                             | —                             | —                             | —                             | —                             | | Charli                                                          |
| "Bricks" (com Tommy Genesis)                                                   | 2019 | —                             | —                             | —                             | —                             | —                             | —                             | —                             | —                             | —                             | —                             | | Não adicionado a nenhum álbum                                   |
| "Forever"                                                                      | 2020 | —                             | —                             | —                             | —                             | —                             | —                             | —                             | —                             | —                             | —                             | | How I'm Feeling Now                                             |
| "Claws"                                                                        | 2020 | —                             | —                             | —                             | —                             | —                             | —                             | —                             | —                             | —                             | —                             | | How I'm Feeling Now                                             |
| "I Finally Understand"                                                         | 2020 | —                             | —                             | —                             | —                             | —                             | —                             | —                             | —                             | —                             | —                             | | How I'm Feeling Now                                             |
| "Good Ones"                                                                    | 2021 | 44                            | —                             | 94                            | —                             | —                             | —                             | —                             | 32                            | —                             | —                             | | CRASH                                                           |
| "New Shapes" (com part. Christine and the Queens e Caroline Polachek)          | 2021 | —                             | —                             | —                             | —                             | —                             | —                             | —                             | —                             | —                             | —                             | | CRASH                                                           |
| "Beg For You" (com part. Rina Sawayama)                                        | 2022 | 29                            | —                             | —                             | —                             | —                             | —                             | —                             | 33                            | —                             | —                             | - BPI: Prata                                                                                             | CRASH                                                           |
| "Baby"                                                                         | 2022 | —                             | —                             | —                             | —                             | —                             | —                             | —                             | —                             | —                             | —                             | | CRASH                                                           |
| "Used To Know Me"                                                              | 2022 | —                             | —                             | —                             | —                             | —                             | —                             | —                             | —                             | —                             | —                             | | CRASH                                                           |
| "Hot In It" (com Tiësto)                                                       | 2022 | —                             | —                             | —                             | —                             | —                             | —                             | —                             | —                             | —                             | —                             | - BPI: Prata                                                                                             | Drive                                                           |
| "Hot Girl"                                                                     | 2022 | —                             | —                             | —                             | —                             | —                             | —                             | —                             | —                             | —                             | —                             | | Bodies Bodies Bodies                                            |
| "Speed Drive"                                                                  | 2023 | 9                             | 82                            | 22                            | 47                            | 44                            | 73                            | —                             | 7                             | 22                            | 89                            | - BPI: Prata - MC: Ouro                                                                                  | Barbie: The Album                                               |
| "In the City" (com Sam Smith)                                                  | 2023 | 41                            | —                             | 77                            | —                             | —                             | —                             | —                             | 47                            | —                             | —                             | | Não adicionado a nenhum álbum                                   |
| "Von Dutch"                                                                    | 2024 | 26                            | —                             | —                             | —                             | —                             | —                             | —                             | 34                            | —                             | —                             | - BPI: Prata                                                                                             | BRAT                                                            |
| "360"                                                                          | 2024 | 11                            | —                             | 24                            | —                             | 45                            | 44                            | —                             | 11                            | 33                            | —                             | - BPI: Prata - ARIA: Ouro                                                                                | BRAT                                                            |
| "Guess" (ft. Billie Eilish)                                                    | 2024 | 1                             | 14                            | 1                             | —                             | —                             | —                             | 53                            | 1                             | 1                             | 5                             | | Brat and It's the Same But There's Three More Songs So It's Not |
| "Apple"                                                                        | 2024 | 8                             | —                             | 18                            | 53                            | 66                            | —                             | —                             | 9                             | 22                            | 93                            | | BRAT                                                            |
| "—" denota canções que não entraram nas paradas ou não foram lançados no país. |      |                               |                               |                               |                               |                               |                               |                               |                               |                               |                               | |                                                                 |

### Como artista convidada
| Canção                                                                             | Ano  | Melhores posições nas tabelas | Melhores posições nas tabelas | Melhores posições nas tabelas | Melhores posições nas tabelas | Melhores posições nas tabelas | Melhores posições nas tabelas | Melhores posições nas tabelas | Melhores posições nas tabelas | Melhores posições nas tabelas | Melhores posições nas tabelas | Certificações | Álbum                              |
| Canção                                                                             | Ano  | UK                            | ALE                           | AUS                           | CAN                           | EUA                           | FRA                           | IRL                           | NZL                           | SUI                           | SUE                           | Certificações | Álbum                              |
| ---------------------------------------------------------------------------------- | ---- | ----------------------------- | ----------------------------- | ----------------------------- | ----------------------------- | ----------------------------- | ----------------------------- | ----------------------------- | ----------------------------- | ----------------------------- | ----------------------------- | --- | ---------------------------------- |
| "Lost in Space" (Starkey com participação de Charli XCX)                           | 2011 | —                             | —                             | —                             | —                             | —                             | —                             | —                             | —                             | —                             | —                             | | Space Traitor Vol. 2               |
| "I Love It" (Icona Pop com part. de Charli XCX)                                    | 2012 | 1                             | 3                             | 3                             | 9                             | 7                             | 18                            | 8                             | 9                             | 10                            | 2                             | - BPI: Platina - ARIA: 7× Platina - BVMI: 3× Ouro - GLF: Platina - IFPI SWI: Platina - MC: 3× Platina - RIAA: 4× Platina - RMNZ: Ouro | Icona Pop and This Is... Icona Pop |
| "Illusions Of"(J£zus Million com part. Charli XCX)                                 | 2013 | —                             | —                             | —                             | —                             | —                             | —                             | —                             | —                             | —                             | —                             | | Double Denim Vol. 1                |
| "Fancy" (Iggy Azalea com part. Charli XCX)                                         | 2014 | 5                             | 51                            | 5                             | 1                             | 1                             | 21                            | 12                            | 1                             | 52                            | 82                            | - BPI: Platina - ARIA: 4× Platina - BVMI: Ouro - GLF: Platina - MC: 3× Platina - RIAA: 8× Platina - RMNZ: Platina                     | The New Classic                    |
| "Drop That Kitty" (Ty Dolla $ign com part. Charli XCX e Tinashe)                   | 2015 | —                             | —                             | —                             | —                             | —                             | 187                           | —                             | —                             | —                             | —                             | | Não adicionado a nenhum álbum      |
| "Hand in the Fire" (Mr. Oizo com part. Charli XCX)                                 | 2015 | —                             | —                             | —                             | —                             | —                             | 124                           | —                             | —                             | —                             | —                             | | All Wet                            |
| "Crazy Crazy" (Yasutaka Nakata com part. Charli XCX e Kyary Pamyu Pamyu)           | 2017 | —                             | —                             | —                             | —                             | —                             | —                             | —                             | —                             | —                             | —                             | | Digital Native                     |
| "1 Night"(Mura Masa com part. Charli XCX)                                          | 2017 | —                             | —                             | —                             | —                             | —                             | —                             | —                             | —                             | —                             | —                             | | Mura Masa                          |
| "Love Gang"(Whethan com part. Charli XCX)                                          | 2017 | —                             | —                             | —                             | —                             | —                             | —                             | —                             | —                             | —                             | —                             | | Não adicionado a nenhum álbum      |
| "Dirty Sexy Money" (David Guetta & Afrojack com part. Charli XCX e French Montana) | 2017 | 35                            | 46                            | 18                            | 90                            | —                             | 22                            | 41                            | 52                            | 33                            | —                             | - BPI: Prata - ARIA: Platina - RMNZ: Ouro - SNEP: Ouro                                                                                | 7                                  |
| "Girls" (Rita Ora com part. Cardi B, Bebe Rexha e Charli XCX)                      | 2018 | 22                            | 69                            | 52                            | 72                            | —                             | 138                           | 26                            | —                             | 54                            | 66                            | - BPI: Ouro - ARIA: Ouro | Phoenix                            |
| "Bitches" (Tove Lo com part. Charli XCX, Icona Pop, Elliphant e Alma)              | 2018 | —                             | —                             | —                             | —                             | —                             | —                             | —                             | —                             | —                             | —                             | | Blue Lips                          |
| "Spicy"(Herve Pagez e Diplo com part. Charli XCX)                                  | 2019 | —                             | —                             | —                             | —                             | —                             | 87                            | —                             | —                             | —                             | —                             | | Não adicionado a nenhum álbum      |
| "XXXTC"(Brooke Candy com part. Charli XCX e Maliibu Miitch)                        | 2019 | —                             | —                             | —                             | —                             | —                             | —                             | —                             | —                             | —                             | —                             | | Sexorcism                          |
| "Ringtone (Remix)"(100 Gecs com part. Charli XCX, Rico Nasty & Kero Kero Bonito)   | 2020 | —                             | —                             | —                             | —                             | —                             | —                             | —                             | —                             | —                             | —                             | | 1000 Gecs & The Tree of Clues      |
| "Drama" (Remix)(Bladee e Mechatok com part. Charli XCX)                            | 2021 | —                             | —                             | —                             | —                             | —                             | —                             | —                             | —                             | —                             | —                             | | Good Luck (Deluxe Edition)         |
| "Out Out" (Joel Corry e Jax Jones com part. Charli XCX e Saweetie)                 | 2021 | 6                             | 20                            | —                             | 83                            | —                             | 198                           | 2                             | —                             | 40                            | 89                            | - BPI: Ouro - FIMI: Ouro - ARIA: Ouro                                                                                                 | Another Friday Night               |
| "—" denota canções que não entraram nas paradas ou não foram lançados no país.     |      |                               |                               |                               |                               |                               |                               |                               |                               |                               |                               | |                                    |

### Singles promocionais
| Canção                                                                         | Ano  | Melhores posições nas tabelas | Álbum                |
| Canção                                                                         | Ano  | NZHot                         | Álbum                |
| ------------------------------------------------------------------------------ | ---- | ----------------------------- | -------------------- |
| "London Queen"                                                                 | 2014 | —                             | Sucker               |
| "Gold Coins"                                                                   | 2014 | —                             | Sucker               |
| "Breaking Up"                                                                  | 2014 | —                             | Sucker               |
| "Vroom Vroom"                                                                  | 2015 | —                             | Vroom Vroom          |
| "Trophy"                                                                       | 2016 | —                             | Vroom Vroom          |
| "Unlock It" (com part. Kim Petras e Jay Park)                                  | 2017 | —                             | Pop 2                |
| "I Got It" (com part. Brooke Candy, CupcakKe, e Pabllo Vittar)                 | 2017 | —                             | Pop 2                |
| "Cross You Out” (com part. Sky Ferreira)                                       | 2019 | 36                            | Charli               |
| "Warm" (com part. Haim)                                                        | 2019 | —                             | Charli               |
| "February 2017" (com part. Clairo e Yaeji)                                     | 2019 | 40                            | Charli               |
| "2099" (com part. Troye Sivan)                                                 | 2019 | —                             | Charli               |
| "We Are Born to Play" (Galantis com Charli XCX)                                | 2020 | —                             | Super Nintendo World |
| "Enemy"                                                                        | 2020 | 31                            | How I'm Feeling Now  |
| "—" denota canções que não entraram nas paradas ou não foram lançados no país. |      |                               |                      |

## Outras aparições
| Título                                                    | Ano  | Outro(s) artista(s)              | Álbum                                                     |
| --------------------------------------------------------- | ---- | -------------------------------- | --------------------------------------------------------- |
| "Your Eyes"                                               | 2010 | Ocelot                           | No Requests                                               |
| "Smile"                                                   | 2013 | Benga                            | Chapter II                                                |
| "Float On"                                                | 2013 | Danny Brown                      | Old                                                       |
| "Just Desserts"                                           | 2013 | Marina and the Diamonds          | Nenhum                                                    |
| "Kingdom"                                                 | 2014 | Simon Le Bon                     | The Hunger Games: Mockingjay – Part 1                     |
| "Diamonds"                                                | 2015 | Giorgio Moroder                  | Déjà Vu                                                   |
| "Rollercoaster"                                           | 2015 | Bleachers                        | Terrible Thrills Vol. 2                                   |
| "Oz vs. Eden"                                             | 2015 | Lawrence Rothman                 | Nenhum                                                    |
| "Banshee"                                                 | 2016 | Santigold                        | 99¢                                                       |
| "For U"                                                   | 2016 | Miike Snow                       | iii                                                       |
| "Explode"                                                 | 2016 | Nenhum                           | The Angry Birds Movie: Original Motion Picture Soundtrack |
| "Deadstream" (Rostam Version)                             | 2017 | Jim-E Stack, Rostam              | It's Jim-ee                                               |
| "I'm a Dream"                                             | 2017 | BC Unidos                        | Bicycle                                                   |
| "Moonlight"                                               | 2018 | Lil Xan                          | Total Xanarchy                                            |
| "100 Bad" (Charli XCX Remix)                              | 2018 | Tommy Genesis                    | Tommy Genesis                                             |
| "If It's Over"                                            | 2018 | MØ                               | Forever Neverland                                         |
| "COOL 3D WORLD"                                           | 2018 | Tommy Cash                       | ¥€$                                                       |
| "Playboy Style"                                           | 2018 | Clean Bandit, Bhad Bhabie        | What Is Love?                                             |
| "Miss U"                                                  | 2019 | Nenhum                           | 13 Reasons Why: Season 3                                  |
| "Xcxoplex"                                                | 2021 | A. G. Cook                       | Dream Logic                                               |
| "911" (Charli XCX & A. G. Cook Remix)                     | 2021 | Lady Gaga, A. G. Cook            | Dawn of Chromatica                                        |
| "Welcome To My Island" (George Daniel & Charli XCX Remix) | 2023 | Caroline Polachek, George Daniel | Nenhum                                                    |
| "2 Die 4"                                                 | 2023 | Addison Rae                      | AR                                                        |

## Créditos de composição
| Título                                                     | Ano  | Artista(s)                    | Álbum                          |
| ---------------------------------------------------------- | ---- | ----------------------------- | ------------------------------ |
| "So Alive"                                                 | 2014 | Neon Jungle                   | No Requests                    |
| "OctaHate"                                                 | 2014 | Ryn Weaver                    | The Fool                       |
| "Say Fuck It"                                              | 2014 | Buckcherry                    | Fuck                           |
| "When I Find Love Again"                                   | 2014 | James Blunt                   | Moon Landing (Apollo Edition)  |
| "Boyfriend Material"                                       | 2014 | Bella Thorne                  | Jersey                         |
| "Beg for It" (featuring MØ)                                | 2014 | Iggy Azalea                   | Reclassified                   |
| "OK"                                                       | 2015 | Madeon                        | Adventure                      |
| "Same Old Love"                                            | 2015 | Selena Gomez                  | Revival                        |
| "Boys&Girls" (com part. Pia Mia)                           | 2016 | Will.i.am                     | Não adicionado a nenhum álbum  |
| "I, U, Us"                                                 | 2016 | Raye                          | Second                         |
| "Jealous"                                                  | 2016 | AlunaGeorge                   | I Remember                     |
| "Drum"                                                     | 2016 | MØ                            | Não adicionado a nenhum álbum  |
| "Bang Bang" (com part. R. City, Selah Sue and Craig David) | 2016 | DJ Fresh e Diplo              | Não adicionado a nenhum álbum  |
| "Gravity"                                                  | 2017 | Blondie                       | Pollinator                     |
| "Tonight" (com part. Laurie Anderson)                      | 2017 | Blondie                       | Pollinator                     |
| "Phases" (com French Montana)                              | 2017 | ALMA                          | Não adicionado a nenhum álbum  |
| "OMG" (com part. Quavo)                                    | 2017 | Camila Cabello                | Não adicionado a nenhum álbum  |
| "Dance for Me" (com part. MØ)                              | 2018 | Alma                          | Heavy Rules Mixtape            |
| "Moments Noticed"                                          | 2018 | Jim-E Stack                   | It's Jim-ee - EP               |
| "Be Right Here" (com Goldn)                                | 2018 | Kungs e Stargate              | Não adicionado a nenhum álbum  |
| "My Sex" (com part. Mykki Blanco, Pussy Riot and MNDR)     | 2018 | Brooke Candy                  | Não adicionado a nenhum álbum  |
| "Tears & Tantrums"                                         | 2018 | XYLØ                          | Não adicionado a nenhum álbum  |
| "Hurts Like Hell" (com part. Offset)                       | 2018 | Madison Beer                  | Não adicionado a nenhum álbum  |
| "Someone New"                                              | 2019 | Astrid S                      | Trust Issues                   |
| "Girls Like Us"                                            | 2019 | Twice                         | Fancy You                      |
| "Señorita"                                                 | 2019 | Shawn Mendes e Camila Cabello | Shawn Mendes (Deluxe), Romance |
| "Win"                                                      | 2019 | Nasty Cherry                  | Season 1                       |
| "Live Forever"                                             | 2019 | Nasty Cherry                  | Season 1                       |
| "Repeat"                                                   | 2020 | Karen                         | Repeat EP                      |
| "We Lost the Summer"                                       | 2020 | TXT                           | Minisode1: Blue Hour           |
| "You For Me"                                               | 2020 | Sigala, Rita Ora              | Every Cloud                    |
| "Genjitsu Camera(現実カメラ)"                              | 2021 | Kalen Anzai (安斉かれん)      | Não adicionado a nenhum álbum  |
| "Friends"                                                  | 2023 | The Japanese House            | In the End It Always Does      |
| "No Body"                                                  | 2023 | Easyfun                       | Electric                       |

## Videos musicais
| Título                                                                             | Ano                    | Realizador(es)                                   |
| Como artista principal                                                             | Como artista principal | Como artista principal                           |
| ---------------------------------------------------------------------------------- | ---------------------- | ------------------------------------------------ |
| "Nuclear Season"                                                                   | 2011                   | Ryan Andrews                                     |
| "You’re the One "                                                                  | 2012                   | Dawn Shadforth                                   |
| "You're the One" (Remix) (com part. The Internet, Mike G)                          | 2012                   | Ryan Andrews, Claire Boyd                        |
| "So Far Away"                                                                      | 2012                   | Ryan Andrews                                     |
| "Cloud Aura" (com part. Brooke Candy)                                              | 2012                   | Ryan Andrews                                     |
| "You (Ha Ha Ha)"                                                                   | 2013                   | Ryan Andrews                                     |
| "What I like"                                                                      | 2013                   | Ryan Andrews                                     |
| "Take My Hand"                                                                     | 2013                   | Ryan Andrews                                     |
| "SuperLove"                                                                        | 2013                   | Ryan Andrews                                     |
| "Boom Clap"                                                                        | 2014                   | Sing J. Lee                                      |
| "Break The Rules"                                                                  | 2014                   | Marc Klasfeld                                    |
| "Breaking Up"                                                                      | 2014                   | BRTHR                                            |
| "Doing It" (com part. Rita Ora)                                                    | 2015                   | Adam Powell                                      |
| "Famous"                                                                           | 2015                   | Eric Wareheim                                    |
| "Vroom Vroom"                                                                      | 2016                   | Bradley & Pablo                                  |
| "After the Afterparty" (com part. Lil Yachty)                                      | 2017                   | Diane Martel                                     |
| "Boys"                                                                             | 2017                   | Charli XCX, Sarah McColgan                       |
| "5 in the Morning"                                                                 | 2018                   | Bradley & Pablo                                  |
| "1999" (com Troye Sivan)                                                           | 2018                   | Charli XCX, Ryan Staake                          |
| "Blame It On Your Love" (com part. Lizzo)                                          | 2019                   | Bradley & Pablo                                  |
| "Gone" (com Christine and the Queens)                                              | 2019                   | Colin Solal Cardo                                |
| "2099" (com part. Troye Sivan)                                                     | 2019                   | Bradley & Pablo                                  |
| "White Mercedes"                                                                   | 2019                   | Colin Solal Cardo                                |
| "Forever"                                                                          | 2020                   | Dan Streit                                       |
| "Claws"                                                                            | 2020                   | Charlotte Rutherford                             |
| "Enemy"                                                                            | 2020                   | Danielle DeGrasse-Alston                         |
| "Good Ones"                                                                        | 2021                   | Hannah Lux Davis                                 |
| "New Shapes" (com part. Christine and the Queens e Caroline Polachek)              | 2021                   | Imogene Strauss, Luke Orlando, Terrence O’Connor |
| "Baby"                                                                             | 2022                   | Imogene Strauss, Luke Orlando                    |
| "Every Rule"                                                                       | 2022                   | Imogene Strauss, Luke Orlando                    |
| "Used To Know Me"                                                                  | 2022                   | Alex Lill                                        |
| "Speed Drive"                                                                      | 2023                   | Ramez Silyan                                     |
| "Von Dutch"                                                                        | 2024                   | Torso                                            |
| "360"                                                                              | 2024                   | Aidan Zamiri                                     |
| "Guess feat. Billie Eilish"                                                        | 2024                   | Aidan Zamiri                                     |
| Como artista convidada                                                             |                        |                                                  |
| "Fancy" (Iggy Azalea part. Charli XCX)                                             | 2014                   | Director X                                       |
| "Drop That Kitty" (Ty Dolla $ign part. Charli XCX e Tinashe)                       | 2015                   | Shomi Patwary                                    |
| "Crazy Crazy" (Yasutaka Nakata com part. Charli XCX e Kyary Pamyu Pamyu)           | 2017                   | 関和亮/ Kazuaki Seki                             |
| "1 Night" (Mura Masa e Charli XCX)                                                 | 2017                   | Yoni Lappin                                      |
| "Dirty Sexy Money" (David Guetta e Afrojack com part. Charli XCX e French Montana) | 2017                   | Charli XCX & Sarah McColgan                      |
| "Girls" (Rita Ora com part. Cardi B, Charli XCX e Bebe Rexha)                      | 2018                   | Helmi                                            |
| "Bitches (Remix)" (Tove Lo com part. Charli XCX, Icona Pop, Elliphant, Alma)       | 2018                   | Lucia Aniello                                    |
| "Moonlight" (Lil Xan e Charli XCX)                                                 | 2018                   | Austin Peters                                    |
| "Flash Pose" (Pabllo Vittar com part. Charli XCX)                                  | 2019                   | Tragik                                           |
| "Spicy" (Herve Pagez e Diplo com part. Charli XCX)                                 | 2019                   | Reed + Rader                                     |
| "CHARGER" (ELIO com part. Charli XCX)                                              | 2021                   | Sahil Kumar                                      |